# Helionotus
Helionotus is een geslacht van rechtvleugeligen uit de familie Romaleidae. De wetenschappelijke naam van dit geslacht is voor het eerst geldig gepubliceerd in 1909 door Rehn.

## Soorten
Het geslacht Helionotus  is monotypisch en omvat slechts de volgende soort:
- Helionotus mirabilis (Rehn, 1909)